# فاليريا لينش
ماريا كريستينا لونشيلوتي (بالإسبانية: María Cristina Lancelotti)‏ وتعرف فنيا باسم فاليريا لينش (بالإسبانية: Valeria Lynch)‏ (7 يناير 1952 ببوينس آيرس، الأرجنتين)، هي مغنية وممثلة أرجنتينية. صنفت من قبل نيويورك تايمز أنها من أفضل 5 أصوات في الكوكب.

## حياتها
ولدت فاليريا لينش في بوينس آيرس بالأرجنتين سنة 1952، وهي الابنة الأولى لوالديها ماريا أنتونيا سبانو وخوسي جوليو لونشيلوتي.
في 1969، بدأت حياتها المهنية بمشاركتها في العرض التلفزيوني محل أنخيل (بالإسبانية: La Botica del Ángel)‏ مع إدواردو بيغارا ليمان بأغنية عندما يذهب صديق (بالإسبانية: Cuando un amigo se va)‏.
أصدرت أول ألبوم لها سنة 1977 يحمل إسمها فاليريا لينش.

## ديسكوغرافيا
- 2015: سيمفونية (بالإسبانية: Sinfónica)‏
- 2014: فاليريا مع كل شيء (بالإسبانية: Valeria Con Todo)‏
- 2014: فاليريا فالي (بالإسبانية: Valeria Vale)‏
- 2012: لوبا (بالإسبانية: Loba)‏
- 2011: الحد الأقصى (بالإسبانية: La Máxima)‏
- 2006: لنا (بالإسبانية: Nosotras)‏
- 2004: نعيش من أجل فاليريا (بالإسبانية: Vivo por Valeria)‏
- 2000: شيء طبيعي (بالإسبانية: Algo Natural)‏
- 2000: لوسيا الساحرة (بالإسبانية: Lucía, la Maga)‏

## فيلموغرافيا

### الأفلام
- 1987: شريط تانجو (بالإسبانية: Tango Bar)‏
- 1987: شاركت بأغنيتها Me Das Cada Día Más في الفيلم الرسمي لكأس العالم لكرة القدم 1986 هيرو Hero.

### المسلسلات
- 2006–2011: الغناء من أجل الحلم (بالإسبانية: Cantando Por Un Sueño)‏
- 2002: الانتقال (بالإسبانية: Movete)‏
- 1999: وحوش (بالإسبانية: Salvajes)‏
- 1998: كنت الأفضل (بالإسبانية: Más te Vale)‏
- 1997: تستحق فاليريا ذلك (بالإسبانية: Vale Valeria)‏
- 1994: الحلم مع فاليريا (بالإسبانية: Soñando con Valeria)‏
- 1975: قبيلة (بالإسبانية: Tribu)‏